# Fālīzak
Fālīzak (persiska: فالیزک) är en ort i Iran.   Den ligger i provinsen Khorasan, i den nordöstra delen av landet, 800 km öster om huvudstaden Teheran. Fālīzak ligger 1 024 meter över havet och antalet invånare är 430.
Terrängen runt Fālīzak är kuperad åt sydväst, men åt nordost är den platt.Runt Fālīzak är det ganska glesbefolkat, med 35 invånare per kvadratkilometer. Närmaste större samhälle är Mamīz Āb, 9,2 km norr om Fālīzak. Omgivningarna runt Fālīzak är i huvudsak ett öppet busklandskap.